# 卡揚埃爾州
卡揚埃爾州（Kayangel）是帛琉最北部的一個州，位於帛琉最大城市科羅北方約24公里，陸地面積約1.4平方公里，2015年人口數54。

## 地理
卡揚埃爾州包括了三個發展狀況不一的環礁，由南而北為卡揚埃爾環礁、恩加魯安琪爾礁與維拉斯科礁。
| 环礁         | 陆地面积（km2） | 总面积（km2） | 坐标                                           |
| ------------ | --------------- | ------------- | ---------------------------------------------- |
| Kayangel     | 1.39            | 21.6          | 08°04′N 134°42′E / 8.067°N 134.700°E           |
| Ngaruangel   | 0.02            | 20.1          | 08°10′N 134°38′E / 8.167°N 134.633°E           |
| Velasco Reef | -               | 330           | 08°20′29″N 134°36′45″E / 8.34139°N 134.61250°E |
| 卡揚埃爾     | 1.40            | 372           |                                                |

### 卡揚埃爾環礁
卡揚埃爾環礁是一個橢圓形不完整環礁，一共包括了四個小島。最北面的主島約有六十名長期居民。由於距離科羅市太遠，政府固定兩周會有一艘補給船前往進行補給。但是，由於運程過程常常因風浪過大無法通行，故島民大多自給自足。
當地經濟主要靠當地微薄的海洋資源以及陸地農作物支持，居民大多數需自給自足。很多時更要大型的補給船到達進行補給才可以度過窘境。當地的旅游業並不發達，島上並無正式旅館，旅客只能居住民宿。旅客到當地最大的活動是潛水，然當地因設備簡陋，此活動未有為當地帶來可觀的旅游收益。